# Барри-Порт
Барри-Порт (валл. Porth Tywyn) — небольшой городок в восьми километрах от города Лланелли в Кармартеншире, Уэльс. Население — 4240 человек (2012). Город известен как место, где Амелия Эрхарт приземлилась после своего полёта через Атлантический океан.

## География
Барри-порт находится в 8 км к западу от Лланелли. Он расположен в устье лимана Лоугор. На западном берегу есть гавань Пембри-Барроус, ранее бывшая болотистой местностью. К северу от города находится холм Минид-Пембри (гора Пембри). Ещё севернее лежит долина Гвендрэт. В земле вокруг долины содержится большое количество угля и известняка. По долине протекает река Гвендрэт-Фаур, впадающая в залив Кармартен.

## Инфраструктура
Барри-Порт есть небольшой супермаркет, специализированные магазины, несколько парикмахерских, салон красоты и салон по уходу за кожей, разнообразные пабы и рестораны быстрого питания, библиотека и средняя школа. По берегу пролегает тропа из Бинеа в Пембри-Барроус. Город также имеет спасательную станцию, которая расположена в гавани.

### Транспорт
Главная дорога А484 соединяет Барри-Порт с Лланелли и Кармартеном.
Через город регулярно курсируют местные автобусы, связывающие город с Кармартеном, Лланелли и Суонси. Однако вечерние и воскресные поездки были отменены в июле 2014 года.
В городе есть железнодорожная станция Пембри и Барри-Порт, обслуживающая регулярные рейсы через Суонси и Кардифф в Лондон и в Пембрукшир. Поезда ездят семь дней в неделю, включая вечера.
Неподалёку от Барри-Порт находится Прибрежный парк Миллениум, в котором есть пешеходная и велосипедная дорожки длиной 22 км вдоль южного побережья Кармартеншира, что обеспечивает связь между Бинеа, Лланелли и Парком Пембри.
В нескольких километрах к западу от Барри-Порт есть аэропорт Пембри для частных и чартерных рейсов. Ближайший региональный аэропорт с внутренними регулярными рейсами — аэропорт Кардиффа.

## Администрация
Барри-порт находится в парламентском избирательном округе Лланелли, в котором с 1922 года председательствует Лейбористская партии. Партия в значительной степени контролирует местные органы власти.